# Campeonato de clubes de futsal de la AFF
El Campeonato de Clubes de Fútbol Sala de la AFF es una competición anual de clubes de fútbol sala del sudeste asiático organizada por la ASEAN.

## Palmarés
| 2015 | Bangkok           | Port              | 5–0  | Felda United       | MIC           | 4–2                   | East Coast Heat         |
| 2016 | Naypyidaw         | Port              | 4–3  | Thai Son Nam       | MIC           | 7–5                   | Black Steel Manokwari   |
| 2017 | Bangkok           | Port              | 4–0  | Sanna Khanh Hoa    | Melaka United | 4–2                   | Permata Indah Manokwari |
| 2018 | Yogyakarta        | Bangkok BTS FC    | 7–1  | East Coast Heat    | MIC           | 3–3 pró. (11−10) pen. | SKN FC Kebumen          |
| 2019 | Nakhon Ratchasima | Chonburi Bluewave | 9–1  | Sanatech Khánh Hòa | MIU           | 9–5                   | Downtown Sport          |
| 2021 | Nakhon Ratchasima | Chonburi Bluewave | Liga | Port               | Selangor MAC  | Liga                  | Pahang Rangers          |

## Título por equipo
| Equipo             | Títulos | Subtítulos | Años campeón       |
| ------------------ | ------- | ---------- | ------------------ |
| Port               | 3       | 1          | (2015, 2016, 2017) |
| Chonburi Bluewave  | 2       | 0          | (2019, 2021)       |
| Bangkok BTS FC     | 1       | 0          | (2018)             |
| Felda United       | 0       | 1          | -                  |
| Thai Son Nam       | 0       | 1          | -                  |
| Sanna Khanh Hoa    | 0       | 1          | -                  |
| East Coast Heat    | 0       | 1          | -                  |
| Sanatech Khánh Hòa | 0       | 1          | -                  |

### Título por país
| País      | Títulos | Subtítulos |
| --------- | ------- | ---------- |
| Tailandia | 6       | 1          |
| Vietnam   | 0       | 3          |
| Malasia   | 0       | 1          |
| Australia | 0       | 1          |

## Palmarés femenino
| 2015 | Bangkok   | Thai Son Nam        | 3–1                 | Dural Warriors | BG-College of Asian Scholars | 4–3 | Felda United |
| 2016 | Naypyidaw | Jaya Kencana Angels | 2–2 pró. (5−4) pen. | Khon Kaen      | Thai Son Nam                 | 3–2 | Bangkok      |

### Títulos por equipo
| Equipo              | Títulos | Subtítulos | Años campeón |
| ------------------- | ------- | ---------- | ------------ |
| Thai Son Nam        | 1       | 0          | (2015)       |
| Jaya Kencana Angels | 1       | 0          | (2016)       |
| Dural Warriors      | 1       | 0          |              |
| Khon Kaen           | 1       | 0          |              |

### Título por país
| País      | Títulos | Subtítulos |
| --------- | ------- | ---------- |
| Vietnam   | 1       | 0          |
| Indonesia | 1       | 0          |
| Australia | 0       | 1          |
| Vietnam   | 0       | 1          |